# 링크스페이스
링크스페이스(LinkSpace, 중국어 간체자: 翎客航天, 병음: Líng-kè Hángtiān, 직역: LINK Aerospace) 또는 링크 스페이스 에어로스페이스 테크놀로지는 베이징시에 본사를 둔 중국의 민간 우주발사체 기업이다. 최고경영자 후 전위가 이끌고 있으며, 중국 최초의 민간 로켓 회사로 설립되었다. 이 회사는 2014년에 화남이공대학 졸업생 후 전위, 칭화 대학 졸업생 옌 청이, 제조 전문가 우 샤오페이가 설립했다. 이 회사는 선전시에 등록되어 있다.

## 로켓

### 시험 로켓
2013년, 회사 공식 등록 전, 후의 팀은 내몽골 자치구 커얼친 좌익후기에서 50 kg (110 lb)의 페이로드를 탑재한 KC-SA-TOP 준궤도 로켓을 시험하고 있었다.

### 재사용 로켓 착륙
링크스페이스는 2019년 4월 2일 중국 동부에서 재사용 로켓의 새로운 프로토타입을 발사했다.

### VTVL 프로토타입
링크스페이스는 재사용 로켓 기술을 개발하기 위해 수직 이착륙(VTVL) 프로토타입 시험 로켓을 제작했다. 2016년 7월까지 단일 엔진 추력 벡터링 로켓으로 호버링 비행에 성공했다. 2017년 9월까지 산둥성에서 시험한 세 대의 호버링 로켓을 제작했다.
2019년 4월 19일, VTVL 프로토타입 시험 로켓 RLV-T5는 40미터(131피트) 높이까지 비행한 후 30초 비행 끝에 안전하게 착륙했다. NewLine Baby라고도 불리는 RLV-T5는 길이가 8.1미터(27피트)이고 무게는 1.5톤(1,100파운드)이며 5개의 액체 엔진을 가지고 있다.
2019년 8월 10일, 이 회사는 300미터 높이에 도달하는 시험 비행을 보고했다.
2022년 5월 5일, 이 회사는 2022년 말 100킬로미터 고도 시험 비행을 준비하기 위해 RLV-T6 시험 차량의 정적 연소 시험을 수행했다고 발표했지만, 9월에는 2023년 중반까지는 발사되지 않을 것으로 예상되었다. 이 로켓은 칭하이성 렁후에서 발사될 예정이다.

### 뉴 라인 1
뉴 라인 1 (신 간 시안 1; 중국어 간체자: 新干线一号, 병음: xīn gàn xiàn 1)은 재사용 가능한 1단 로켓을 특징으로 하는 마이크로 위성 및 나노 위성 발사를 위해 개발 중인 2단 로켓이다. 액체 연료 로켓으로, 직경은 1.8 m (5.9 ft), 높이는 20 m (66 ft)이다. 이륙 질량은 33 t (32 롱톤; 36 쇼트톤)이며 이륙 추력은 400 kN (90,000 lbf)으로, 높이 249–550 km (155–342 mi)의 태양 동기 궤도(SSO)에 200 kg (440 lb)의 페이로드를 올릴 수 있다.
1단 로켓은 4개의 액체 엔진을 가지며, 케로록스 (액체 산소 및 등유) 연료를 사용하며, 각 엔진은 100 kN (22,000 lbf)의 추력을 생산한다. 초기 발사 비용은 450만 달러로 예상되며, 재사용된 1단 로켓을 사용하면 225만 달러로 줄어들 것으로 예상된다. 2017년 말 기준으로, 주 로켓 엔진은 200회 이상 시험되었으며, 첫 발사는 2020년으로 계획되었다.

### 미래 뉴 라인 로켓
재사용 가능한 1단 로켓 외에 재사용 가능한 2단 로켓의 미래 개발은 뉴 라인 3와 같은 미래 차량에서 예상된다.

## 서비스
링크스페이스는 로켓 부품 및 운송을 제공하는 운송 및 로켓 서비스 회사도 계획하고 있다. 운송의 일환으로, 페이로드를 궤도나 준궤도 여행으로만 보내는 것이 아니라, 지구 한 지점에서 다른 지점으로 패키지를 보낼 계획도 가지고 있다. 이는 스페이스X의 스타십으로 전 세계 어디든 준궤도 로켓 승객 수송을 하려는 스페이스X의 계획과 유사하다.

## 시장
링크스페이스는 랜드스페이스, 갈락틱 에너지, 엑스페이스, i-Space, 원스페이스, 딥 블루 에어로스페이스 등 다른 여러 중국 우주 로켓 스타트업과 경쟁하고 있다. 로켓 재사용성과 지점 간 운송 면에서는 스페이스X와 유사하다.

## 같이 보기
- 엑스페이스
- 아이스페이스